# Niels Rosenkjær
Niels Rosenkjær (født 18. april 1886 i Egemosedam ved Assens, død 8. februar 1928 i København) var en dansk arkitekt.

## Uddannelse
I murerlære og dimitteret fra teknisk skole. Han blev optaget på Kunstakademiets almindelige forberedende klasse i april 1904 og afgik i maj 1912. Han var medarbejder hos Albert Jensen og Gotfred Tvede fra 1912-16, men blev selvstændig sammen med Therkel H. Hjejle fra 1916. 

## Stipendier
Akad. 1911, 22. 

## Udstillinger
Charlottenborg. 1913, 1914, 1919 og 1928; Stockholm 1918; Kunstn. Eft. 1920; Bryssel 1921. 

## Udmærkelser
Neuhausens Præmie i 1913, guldmedalje i Bruxelles 1921.

## Hverv
Medlem af Akademisk Arkitektforenings Rets- og Honorarudvalg og af Censurkomiteen ved Charlottenborg i 1924, 1926 og 1927.
Medlem af Den frie Architektforening.

## Arbejder
Sammen med Therkel H. Hjejle: Munkeruphus i Dronningmølle (1916), Landhus ved Springforbi (1919, præmieret), Landmandsbankens Byggeselskabs Karre V ved Genforeningsplads (1919-20, præmieret), Burmeister & Wains Støberihal på Teglholmen (1920-21, præmieret), Administrationsbygning og Værkstedsbygninger samme sted (1920), Prøvehaller på Christianshavn (1923-24) og Flydende Marketenderi (1926),

### Villaer og landsteder
- Rosenlund for direktør Poul Kjersgaard, Skodsborg Strandvej 7, Skodsborg (1919, udvidet)
- Jægersborg Allé 74 (1919, præmieret 1920)
- Gammel Vartov Vej 18 (1918, præmieret 1920) og 20 (1928, fuldført af Gotfred Tvede)
- Heslegård, Bernstorffsvej, Hellerup (1920)
- Egebækgård, Nærum (1922)
- Hvidørevej 21 (1922)
- Emiliekildevej 23 (1923, præmieret)
- Christiansholmsvej 50 (1927)

desuden alene Karré 3 A ved Borups Allé – Lundtoftegade (1922-24); Gravmæle for Overretssagfører Werner på Tårbæk Kirkegård, har endvidere tegnet Kiosker (bl.a. til Frederiksberg), møbler og kakkelovne.

### Restaureringer
Sølyst (1918); Bernstorffs Palæ, Bredgade 42 (c. 1920). 

### Projekter
Politikens konkurrence om Sommerhus (3. præmie 1912, sammen med Therkel H. Hjejle), Forsamlingshus i en dansk Landsby (Neuhausens Pr. 1913); Frederiks Hospital indrettet til Kunstindustrimuseum (1920, sammen med Therkel H. Hjejle, indkøbt).